# Toni Breder
Anton Michel „Toni” Breder (ur. 18 listopada 1925 w Saarlouis, zm. 5 sierpnia 1989 w Saarbrücken) – lekkoatleta z Protektoratu Saary, uczestnik LIO 1952.
Na igrzyskach startował w skoku w dal. W eliminacjach uzyskał 6,88 m, co nie dało mu awansu do rundy finałowej.